# Alfred Loisy

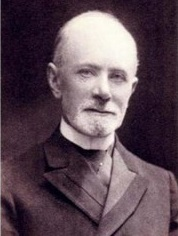
Alfred Loisy.

Alfred Loisy, född den 28 februari 1857 Ambrières, Marne, död den 1 juni 1940 i Ceffonds, Haute-Marne, var en fransk religionshistoriker. Nathan Söderblom kallar honom i Nordisk familjebok "katolicismens förnämste exeget i vår tid".
Loisy blev präst 1879 samt var lärare vid Paris katolska universitet 1882–1893 och vid École des hautes études 1900–1904. I de påvliga aktstyckena mot "modernismen" 1907 var av de fördömda meningarna flera hämtade från Loisys skrifter, särskilt hans L'évangile et l'église, än från någon annans. Han framstod sålunda som modernismens huvudman och drabbades av det stora bannet 1908. Han blev professor i religionshistoria vid Collège de France 1909.
I L'évangile et l'église (1902; 4:e upplagan 1908) framställde Loisy en mot Harnacks Wesen des Christentums riktad apologi för katolicismen från utvecklingstankens synpunkt. Bland hans övriga skrifter kan nämnas La religion d'Israel (1901; 2:a upplagan 1909), Autour d'un petit livre (1903), Le quatrième évangile (1903), Les évangiles synoptiques (1907–1908), Jésus et la tradition évangelique (1910) och À propos d'histoire des religions (1911).